# Matanda
Matanda è un ward dello Zambia, parte della Provincia di Lusaka e del Distretto di Kafue.